# Albert Löning
Albert Löning  (* 3. Oktober 1767 in Bremen; † 18. Dezember 1849 in Bremen) war ein Kaufmann und Bremer Senator/Ratsherr.

## Biografie
Löning war der Sohn des Leinenkaufmanns Michael Löning  (1717–1794) und seiner Frau Gesche (1733–1805). Sein Großvater war der Senator/Ratsherr Georg Jürgen Löning (1682–1744).
 
Er absolvierte seine Schulzeit in Bremen und machte eine Ausbildung zum Kaufmann. Er war ab um 1798 wie sein Vater Leinenhändler. Er wurde 1807 Ältermann und Commerzrichter. In der Bremer Franzosenzeit war er ab 1811 bis 1813 Munizipalrat (Gemeinderat).
Von 1816 bis 1849 (†) war er als Nachfolger von Hermann Berck (1740–1816) Bremer Senator. Er wohnte unverheiratet in der Obernstraße 12 und ab 1841 Am Wall 64/65.